# Стинг
Гордон Метју Томас Самнер (енгл. Gordon Matthew Thomas Sumner; рођен 2. октобра 1951), познатији по надимку Стинг, је енглески музичар родом из Волсенда у Северном Тајнсајду (Wallsend in North Tyneside). Пре соло каријере, Стинг је био главни текстописац, певач и басиста рок групе Полис. Као соло музичар и члан групе Полис, продао је преко 100 милиона плоча, добио шеснаест Греми награда за свој рад (први Греми добио је за „најбољи рок инструментал наступ“, 1981. године) и једном је био номинован за Оскара за најбољу песму.

## Биографија

### Детињство и младост
Рођен је у граду Волсенду у североисточној Енглеској. Његова мајка Одри Самнер (девојачко Кауел - Cowell) је била фризерка, а отац, Ернест Метју Самнер, млекаџија и инжењер. Имао је троје млађе браће и сестара: Филипа (Philip), Анџелу (Angela) и Аниту (Anita). Млади Гордон често је помагао оцу у јутарњим испорукама млека. Веома рано, његов „најбољи пријатељ“ постала је једна стара шпанска гитара, коју је оставио његов ујак када је отишао да живи у Канаду.
Похађао је гимназију Сент Катбертс у Њукаслу на Тајну (St. Cuthbert's High School in Newcastle upon Tyne). Затим се уписао на универзитет Ворик у Ковентрију (University of Warwick in Coventry), који је напустио после само једног семестра. У Ковентрију је посећивао ноћне клубове као што је, на пример, Клуб-А-Го-Го. У њима је посматрао наступе музичара као што су Џек Брус и Џими Хендрикс, уметника који ће касније значајно утицати на његов музички развој и стил. После послова кондуктера у аутобусу, грађевинског радника и пореског службеника, похађао је колеџ Нордерн каунтис (Northern Counties College of Education) од 1971. до 1974. и после кратког курса у Анику (Alnwick) стекао звање школског наставника.
Од ране младости, Самнер је желео да постане музичар.  Његови први живи наступи били су где год је могао да добије посао. Наступао је у вечерњим сатима, викендима и током школских празника. Свирао је са локалним џез бендовима као што су Финикс џезмен (Phoenix Jazzmen), Њукасл биг бенд (Newcastle Big Band) и Ласт егзит (Last Exit).

### Порекло надимка
Стинг је тврдио да је надимак стекао док је свирао са групом Финикс џезмен. Једном је наступао у џемперу са црним и жутим попречним пругама, у којем је, као што је вођа групе Гордон Соломон приметио, изгледао као бумбар. Тако је Самнер постао „Стинг“ („Жаока“). На прес-конференцији приказаној у филму Bring on the Night, када му се новинар обратио као Гордону, он је кроз шалу изјавио: „Моја деца ме зову Стинг, моја мајка ме зове Стинг, ко је онда тај лик Гордон?“.

### Група Полис
У јануару 1977. Стинг се сели из Њукасла у Лондон и одмах после тога придружује Стјуарту Копланду и Хенрију Падованију (који је убрзо замењен Ендијем Самерсом) да би основали новоталасну музичку групу Полис. Између 1978. и 1983. објавили су пет албума који су се нашли у врховима топ-листа и добили шест Греми награда.
Иако је њихов почетни звук био инспирисан панком, Полис се убрзо пребацује на рок обојен регеом и делимично поп музиком. Њихов последњи албум, Sinchronicity, на којем се налази њихова најуспешнија песма, "Every Breath You Take", објављен је 1983.
Мада никада нису формално раскинули, после албума Синхронисити у групи је постигнут договор да се убудуће концентришу на соло пројекте. Како су године пролазиле чланови групе, посебно Стинг, одбијали су могућност за поновно окупљање. Ипак, 2007. бенд се поново састао и кренуо на светску турнеју као симбол поновног уједињења групе Полис.

### Рана соло каријера
У септембру 1981. Стинг је имао први живи соло наступ, наступајући све четири вечери на четвртом Амнести интернашонал добротворном балу (The Secret Policeman's Other Ball), што је учинио на позив продуцента Мартина Луиса (Martin Lewis). Он је извео соло верзије „Roxanne“ и „Message in a Bottle“.
Предводио је и ол-стар бенд "The Secret Police" који је извео Диланову песму "I Shall Be Released" у Стинговом аранжману. Сви чланови бенда и хора - Ерик Клептон, Џеф Бек, Фил Колинс, Боб Гелдоф и Миџ Јур (Midge Ure) касније су (сем Бека) наступили на Лајв ејду (Live Aid).
Његови наступи су имали посебно место на албуму и филму о овом концерту, што је пажњу музичких критичара преусмерило на Стинга. Стингово учешће у добротворном балу Амнести интернашонала био је почетак његове кампање скупљања средстава за добротворне сврхе и његовог ангажмана у решавању политичких и социјалних проблема.
Године 1982. издаје соло сингл "Spread a Little Happiness" из филмске верзије телевизијске емисије Brimstone and Treacle Дениса Потера. Сингл је био обрада песме коју је 1920-их певала Вивијан Елис (Vivian Ellis) у мјузиклу Мистер Синдерс (Mr. Cinders) и заузео је изненађујуће прво место на Топ 20 листи у Уједињеном Краљевству.

### 1980-е
Стингов први соло албум из 1985. The Dream of the Blue Turtles окупио је реномиране џез музичаре као што су Кени Керкланд (Kenny Kirkland), Дарил Џоунс (Darryl Jones), Омар Хаким (Omar Hakim) и Бранфорд Марсалис (Branford Marsalis). На њему се налази Стингов хит сингл "If You Love Somebody Set Them Free". На албуму су се налазили и хитови "Fortress Around Your Heart", "Russians" и "Love is the Seventh Wave". Те године албум је продат у троструком платинастом тиражу а Стинг је био номинован за награду Греми у категорији Албум године. Документарни филм „Bring on the Night, који је режирао Мајкл Аптед (Michael Apted), бавио се оснивањем групе Полис и њеним првим концертом у Француској.